# Нуклон
Нуклон (на латински: nucleus – ядро) във физиката е общото наименование на частиците, изграждащи атомното ядро. Това са двата най-леки известни бариона – протонът и неутронът. До 1960-те се считат за елементарни частици, но в днешни дни е известно, че са съставени от кварки.
От гледна точка на електромагнитното взаимодействие протонът и неутронът са две различни частици, тъй като протонът е положително зареден, а неутронът няма електрически заряд. От гледна точка на силното ядрено взаимодействие обаче двете частици са неразличими и се разглеждат като две различни състояния на нуклона (с различен изоспин).

## Някои характеристики
| Название | Обозначение | Маса, MeV | Време на живот в свободно състояние | Електрически заряд | Изоспин | Кварков състав |
| -------- | ----------- | --------- | ----------------------------------- | ------------------ | ------- | -------------- |
| Неутрон  | n0          | 939,565   | 886 s                               | 0                  | −1/2    | udd            |
| Протон   | p+          | 938,2726  | стабилен                            | +1                 | +1/2    | uud            |